# Танга (Забайкальский край)
Танга — село в Улётовском районе Забайкальского края России, административный центр сельского поселения «Тангинское».

## География
Село находится в юго-западной части района на берегу озера Танга на расстоянии примерно 73 километров (по прямой)  на юго-запад от села Улёты. 

## Климат
Климат характеризуется как резко континентальный с продолжительной холодной малоснежной зимой, тёплым летом и большими перепадами сезонных и суточных температур. Среднегодовая температура воздуха составляет 1,5 — 2 °С. Средняя многолетняя температура самого холодного месяца (января) составляет −24 — −22 °С (абсолютный минимум — −44 °С), температура самого тёплого (июля) — 14 — 16 °С (абсолютный максимум — 38 °С). Среднегодовое количество осадков — 300—500 мм.
Часовой пояс
Село Танга находится в часовой зоне МСК+6. Смещение применяемого времени относительно UTC составляет +9:00.

## История
Официальный год основания села 1835. В 2017 году открыта восстановленная церковь Святителя Иннокентия Иркутского.

## Население
Постоянное население села составляло в 2002 году 767 человек (99% русские), в 2010  662 человека .

## Инфраструктура
Лесничество Ингодинского лесхоза, сельскохозяйственное предприятие ООО «Победа». Имеются средняя школа, детский сад, дом культуры, больница. 